# Molotov (publicación)
El periódico Molotov fue una publicación mensual editada en Madrid que se autodefinía como "periódico de contrainformación". Comenzó a editarse en el año 2000 y se distribuyeron un total de 43 números, el último en diciembre del 2003.
Buena parte de las personas que estaban detrás de este proyecto había colaborado durante la década de 1990 con el Boletín Molotov, ligado a la "coordinadora de colectivos" Lucha Autónoma y a la agencia de noticias UPA. Este boletín, desde su nacimiento en 1986 en la facultad de Ciencias Políticas de la Universidad Complutense de Madrid, se caracterizaba por una estética punk acorde a los fanzines de la época y se editaba en formato DIN A4 policopiado. En cambio, el primer número del periódico presentaba una estética más sobria que mantendría durante sus tres años de vida. 
El "Molo", como fue conocido informalmente en sus ámbitos de difusión, prestaba especial atención a las actividades del movimiento antimilitarista, a las ocupaciones de casas, a la situación social de las cárceles y a las luchas antirrepresivas. También publicaba entrevistas a activistas de luchas sociales de todo el mundo y convocatorias de actividades políticas y culturales de signo alternativo. Dejó de editar debido a que sus impulsores se implicaron en un proyecto que consideraban más ambicioso, el periódico Diagonal.
En parte la edición del periódico se financiaba por medio de conciertos de apoyo, habitualmente de grupos de rock alternativo. El grupo de rock de fusión Hechos Contra el Decoro le dedicó una canción en su primera maqueta.